# Rally Press-on-Regardless

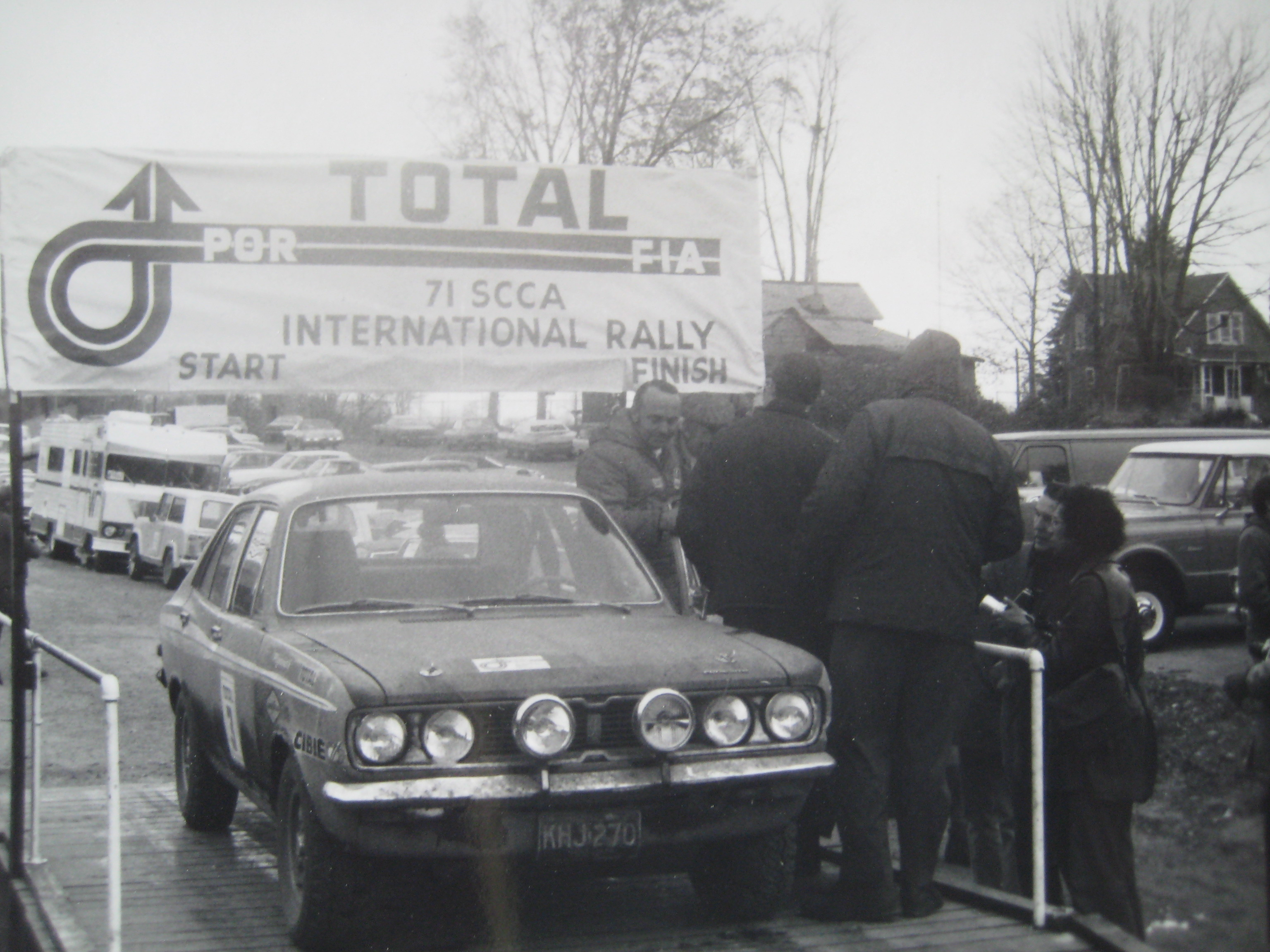
Una Plymouth Cricket al Press-on-Regardless del 1971

Il Rally Press-on-Regardless è stato un rally valido come prova del Campionato internazionale costruttori 1972 e del Campionato del mondo rally 1973 e 1974.
I luoghi del rally sono le strade nei pressi di Detroit.

## Storia
La prima edizione fu disputata nel 1949 e dopo il breve periodo (tre stagioni in tutto), in cui il rally fu prova valida per il mondiale, il rally ha continuato ad essere disputato sino ai nostri giorni, fino a metà degli anni 1980 con la partecipazione di qualche team europeo (ad esempio la vittoria di Hannu Mikkola e Fabrizia Pons nel 1983), in seguito solo a livello locale.

## Rally degli Stati Uniti
A tutto il campionato del mondo rally 2011, il Rally degli Stati Uniti si è disputato solamente in cinque occasioni, negli anni 1973 e 1974 è stato il Rally Press-on-Regardless, mentre nel triennio 1986/1988 l'Olympus Rally.

## Albo d'oro
| Anno | Denominazione                                     | Vincitori        | Auto                    | Validità                      |
| ---- | ------------------------------------------------- | ---------------- | ----------------------- | ----------------------------- |
| 1969 | 21° Press-on-Regardless Rally                     | Scott Harvey Sr  | Sunbeam Arrow           |                               |
| 1970 | 22° Press-on-Regardless Rally                     | Scott Harvey Sr  | Sunbeam Arrow           |                               |
| 1971 | 23° TOTAL Press-on-Regardless International Rally | Scott Harvey Sr  | Plymouth Cricket        |                               |
| 1972 | 24° TOTAL Press-on-Regardless International Rally | Gene Henderson   | Jeep Wagoneer           | IRC                           |
| 1973 | 25° Press-on-Regardless Rally                     | Walter Boyce     | Toyota Corolla          | WRC                           |
| 1974 | 26° Press-on-Regardless Rally                     | Jean-Luc Thérier | Renault 17 Gordini      | WRC                           |
| 1975 | 27° Press-on-Regardless Rally                     | Sobiesław Zasada | Porsche 911 Carrera RS  | Campionato statunitense rally |
| 1976 | 28° Press-on-Regardless Rally                     | Bob Hourihan     | Porsche 911 S           |                               |
| 1977 | 29° Press-on-Regardless Rally                     | Hendrik Blok     | Dodge Colt              | Campionato statunitense rally |
| 1978 | 30° Press-on-Regardless Rally                     | John Buffum      | Triumph TR7             | Campionato statunitense rally |
| 1979 | 31° Marchal Press-on-Regardless Rally             | Taisto Heinonen  | Toyota Celica 2000 GT   | Campionato statunitense rally |
| 1980 | 32° Budweiser Press-on-Regardless Rally           | Rod Millen       | Mazda RX-7 (SA22C)      | Campionato statunitense rally |
| 1981 | 33° Budweiser Press-on-Regardless Pro Rally       | Rod Millen       | Mazda RX-7 (SA22C)      | Campionato statunitense rally |
| 1982 | 34° Budweiser Press-on-Regardless Pro Rally       | John Buffum      | Audi Quattro            | Campionato statunitense rally |
| 1983 | 35° Budweiser Press-on-Regardless Pro Rally       | Hannu Mikkola    | Audi quattro A1         | Campionato statunitense rally |
| 1984 | 36° Press-on-Regardless Pro Rally                 | Rod Millen       | Mazda RX-7 4WD          | Campionato statunitense rally |
| 1985 | 37° Press-on-Regardless Pro Rally                 | Rod Millen       | Mazda RX-7 4WD          | Campionato statunitense rally |
| 1986 | 38° Press-on-Regardless Pro Rally                 | John Buffum      | Audi Quattro Sport      | Campionato statunitense rally |
| 1987 | 39° Press-on-Regardless Pro Rally                 | John Buffum      | Audi Quattro Sport      | Campionato statunitense rally |
| 1988 | 40° Press-on-Regardless Pro Rally                 | Paul Choiniere   | Audi Coupé Quattro      | Campionato statunitense rally |
| 1989 | 41° Press-on-Regardless Pro Rally                 | Rod Millen       | Mazda 323 4WD           | Campionato statunitense rally |
| 1990 | 42° Press-on-Regardless Pro Rally                 | Paul Choiniere   | Audi Coupé Quattro      | Campionato statunitense rally |
| 1991 | 43° Press-on-Regardless Pro Rally                 | Chad DiMarco     | Subaru Legacy 4WD Turbo | Campionato statunitense rally |
| 1992 | 44° Press-on-Regardless Pro Rally                 | Richard Corley   | Mitsubishi Eclipse GSX  | Campionato statunitense rally |
| 1993 | 45° Press-on-Regardless Pro Rally                 | Carl Merrill     | Ford Escort RS Cosworth | Campionato statunitense rally |